# Jimmy Kimmel
James Christian „Jimmy” Kimmel (n. 13 noiembrie 1967, New York City, New York, SUA) este un comediant, actor vocal și prezentator de televiziune american. Este gazda și creatorul talk-showului Jimmy Kimmel Live!, difuzat pe ABC. A fost în trei rânduri prezentatorul galei premiilor Oscar și urmează să fie a patra oară gazda evenimentului, în martie 2024.